# 張祺 (崇禎特用)
張祺，字劍洲，遼東蓋州（今遼寧省營口市蓋州市）人，明末清初政治人物。

## 生平
明崇禎三年（1630年）中式順天鄉試舉人，崇禎十三年（1640年）以殿試乙榜賜特用，歷遷安縣知縣，廉明方正，果有善政。時值流寇之亂，設法守禦，民賴以安。
明亡仕清，順治元年（1644年）遷刑部山東司主事、官至濟南兵備副使。